# (6338) Isaosato
(6338) Isaosato est un astéroïde de la ceinture principale.

## Description
(6338) Isaosato est un astéroïde de la ceinture principale. Il fut découvert le 26 octobre 1992 à Kitami par Kin Endate et Kazuro Watanabe. Il présente une orbite caractérisée par un demi-grand axe de 3,16 UA, une excentricité de 0,09 et une inclinaison de 15,3° par rapport à l'écliptique.

## Compléments